# Gymnelus hemifasciatus
Gymnelus hemifasciatus és una espècie de peix de la família dels zoàrcids i de l'ordre dels perciformes.

## Morfologia
- Els mascles poden assolir 10,5 cm de longitud total.[4]

## Hàbitat
És un peix marí, de clima polar i demersal que viu entre 9-175 m de fondària.

## Distribució geogràfica
Es troba al Mar d'Okhotsk, el Mar de Bering i des del Mar de Kara fins al Canadà.

## Costums
És de costums bentònics.

## Observacions
És inofensiu per als humans.